# Zdravko Tolimir
Zdravko Tolimir (Servisch: Здравко Толимир) (Glamoč, Joegoslavië, 27 februari 1948 – Den Haag, 9 februari 2016) was een Bosnisch-Servische commandant.
Tolimir was hulpcommandant van het Bosnisch-Servische leger en rapporteerde direct aan generaal Ratko Mladić. Hij was als zodanig in 1995 betrokken bij de op de Val van de moslimenclave Srebrenica volgende en onder bevel van generaal Mladić voltrokken massamoord op ongeveer 8.000 Bosnische moslimmannen en -jongens.
Tijdens de Bosnische Oorlog (1992-1995) was hij voornamelijk belast met veiligheids- en inlichtingenzaken.
Voor de aanklagers van het Joegoslavië-tribunaal in Den Haag was Tolimir, direct na Radovan Karadžić en Ratko Mladić, een van de meest dringend gezochte oorlogsmisdadigers van de in de jaren negentig uitgevochten Joegoslavische Burgeroorlog.
Tolimir bleef jaren ondergedoken. Op 31 mei 2007 werd hij dicht bij de Servische grens in het oosten van Bosnië en Herzegovina gearresteerd tijdens een grootscheepse, gezamenlijke actie van de Bosnische en de Servische autoriteiten, waarbij onder meer helikopters en antiterreureenheden werden ingezet. Hij werd de volgende dag ter berechting overgebracht naar Nederland waar Tolimir zich voor het Joegoslavië-tribunaal moest verantwoorden wegens misdaden tegen de menselijkheid, oorlogsmisdaden en genocide.
Op de middag van 1 juni arriveerde hij bij het huis van bewaring in Scheveningen waar hij, in afwachting van de voorgeleiding bij zijn rechters, onmiddellijk in hechtenis werd genomen. Het proces tegen Tolimir is op 26 februari 2010 begonnen. Op 12 december 2012 werd Tolimir door het tribunaal veroordeeld tot een levenslange gevangenisstraf wegens genocide, misdaden tegen de menselijkheid en oorlogsmisdaden gepleegd in 1995 na de val van de enclave Srebrenica en Zepa in Bosnië en Herzegovina.
Het vonnis werd in 2015 bevestigd. Op 9 februari 2016 overleed Tolimir op 67-jarige leeftijd in zijn cel.